# I polisens nät
I polisens nät (engelska: A Bullet for Joey) är en amerikansk långfilm från 1955 i regi av Lewis Allen, med Edward G. Robinson, George Raft, Audrey Totter och George Dolenz i rollerna.

## Handling
Kommunistiska agenter i Kanada spionerar på atomfysikern Dr. Carl Macklin (George Dolenz). Kommunistpartiets ledare Eric Hartman (Peter van Eyck) erbjuder den amerikanska brottslingen Joe Victor (George Raft) $100.000 för att kidnappa fysikern. Joes förra tjej Joyce (Audrey Totter) blir utpressed för att medverka i brottet. Polinsinspektör Leduc (Edward G. Robinson) sätts på fallet.

## Rollista
| Edward G. Robinson | – Insp. Raoul Leduc  |
| George Raft        | – Joe Victor/Steiner |
| Audrey Totter      | – Joyce Geary        |
| George Dolenz      | – Dr. Carl Macklin   |
| Peter van Eyck     | – Eric Hartman       |

## Mottagande
Filmen floppade på biograferna.